# Чортів Камінь
Чо́ртів Ка́мінь — геоморфологічне утворення (скеля), геологічна пам'ятка природи місцевого значення в Україні. Розташований у межах урочища «Монастирок», поблизу села Лісники Тернопільського району Тернопільської області, у кварталі 13, виділі 12 Бережанського лісництва Бережанського державного лісомисливського господарства. 
Площа — 0,1 га. Оголошений об'єктом природно-заповідного фонду рішенням виконкому Тернопільської обласної ради № 637 від 27 грудня 1976 року. Перебуває у віданні Тернопільського обласного управління лісового господарства. 
Під охороною — велика скеля об'ємом понад 150 м³, складена вапняковистим пісковиком середньоміоценого віку. Розташований на схилі балки серед букового лісу; мальовнича, нагадує корабель. 

## Галерея

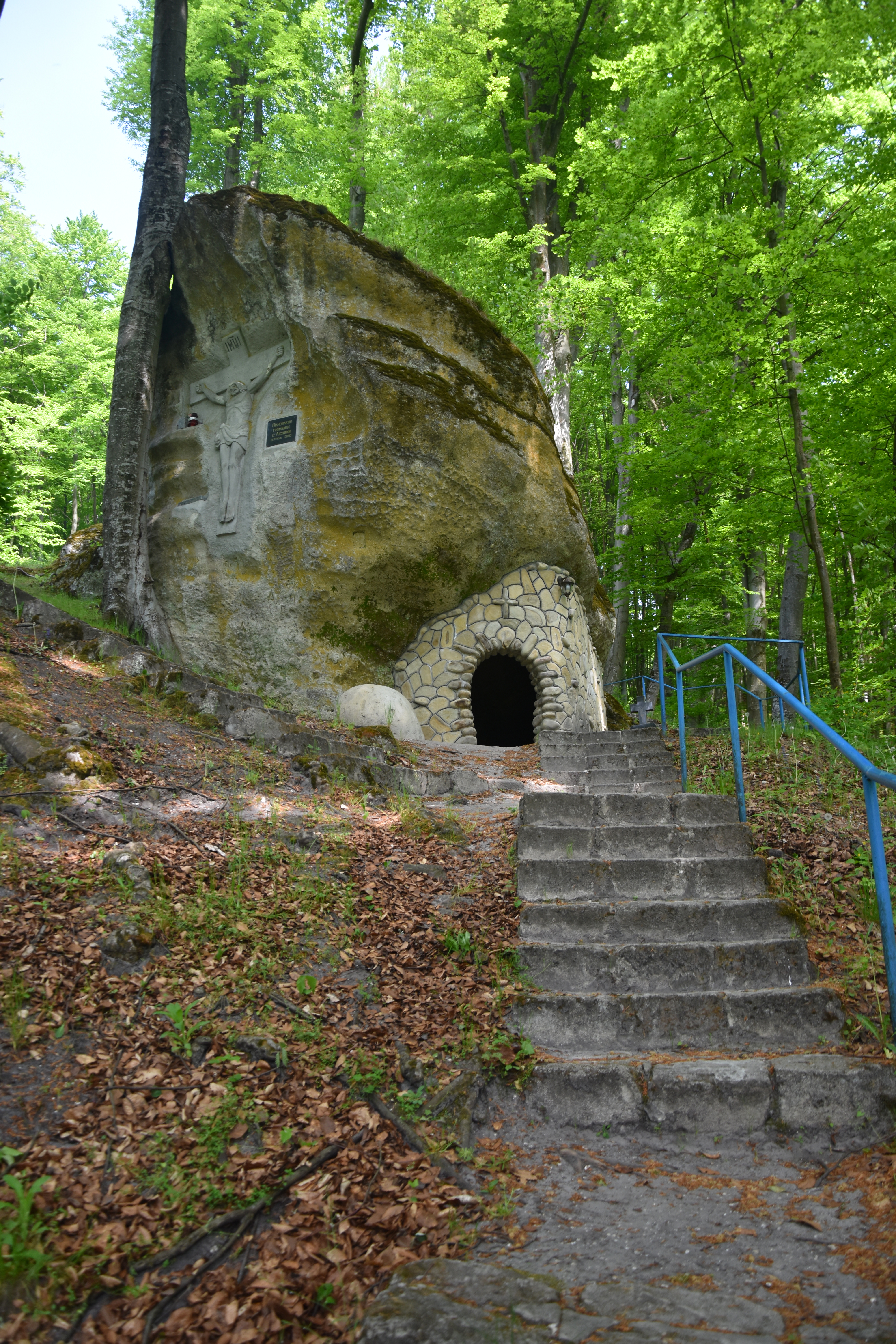
Чортів Камінь. Травень 2018 р.
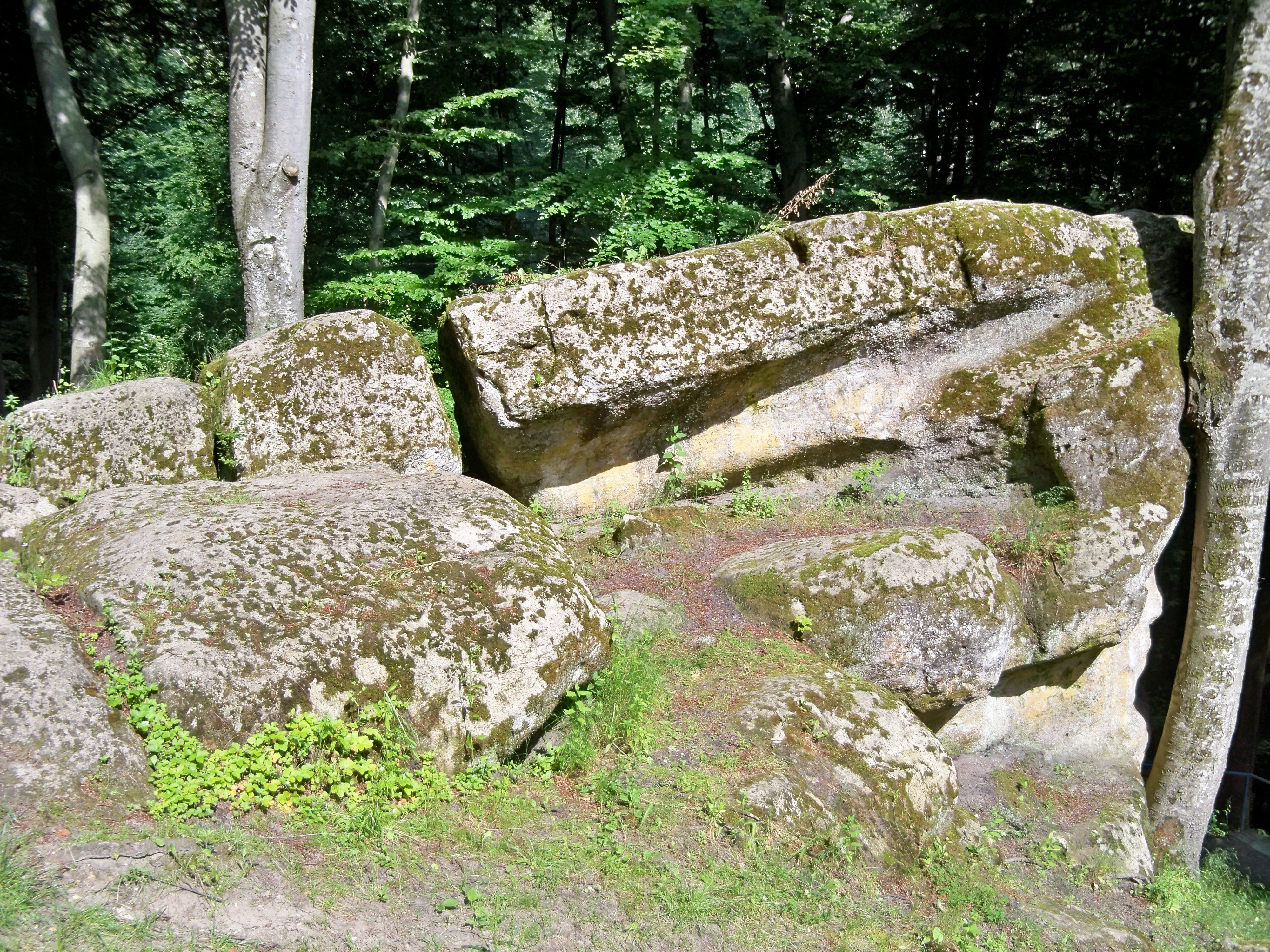
Чортів Камінь. Червень 2014 р.